# Lawrence Johnston

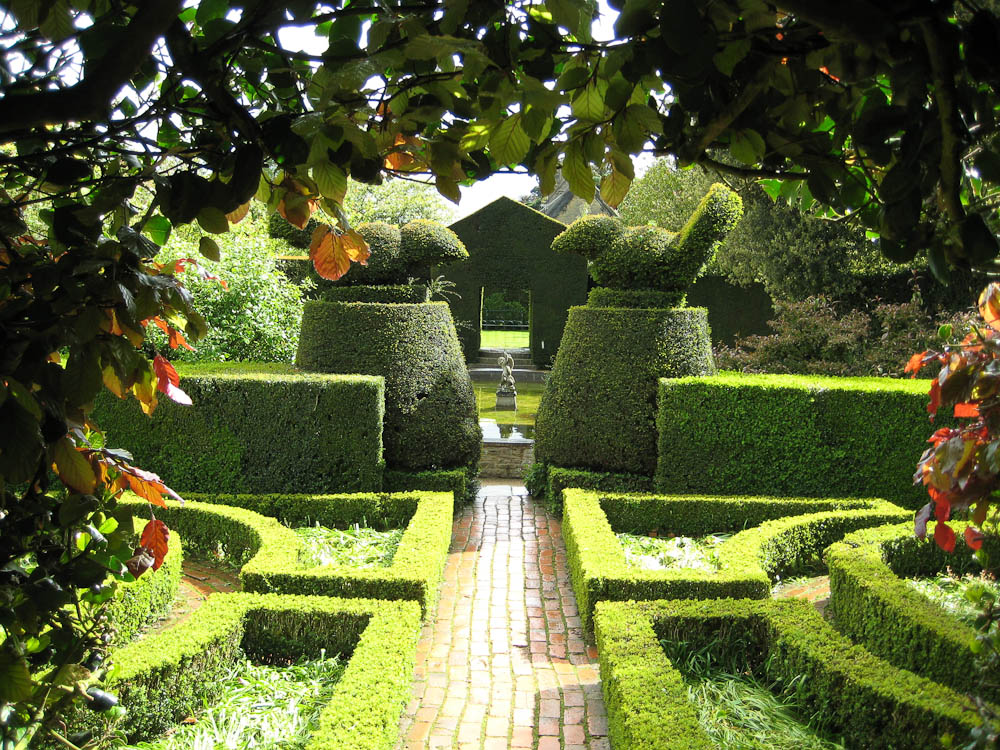
Hidcote Manor Garden

Lawrence (Waterbury) Johnston (* 17. Oktober 1871 in Paris; † 27. April 1958 in Menton) war ein britischer Soldat und Landschaftsgärtner.

## Leben

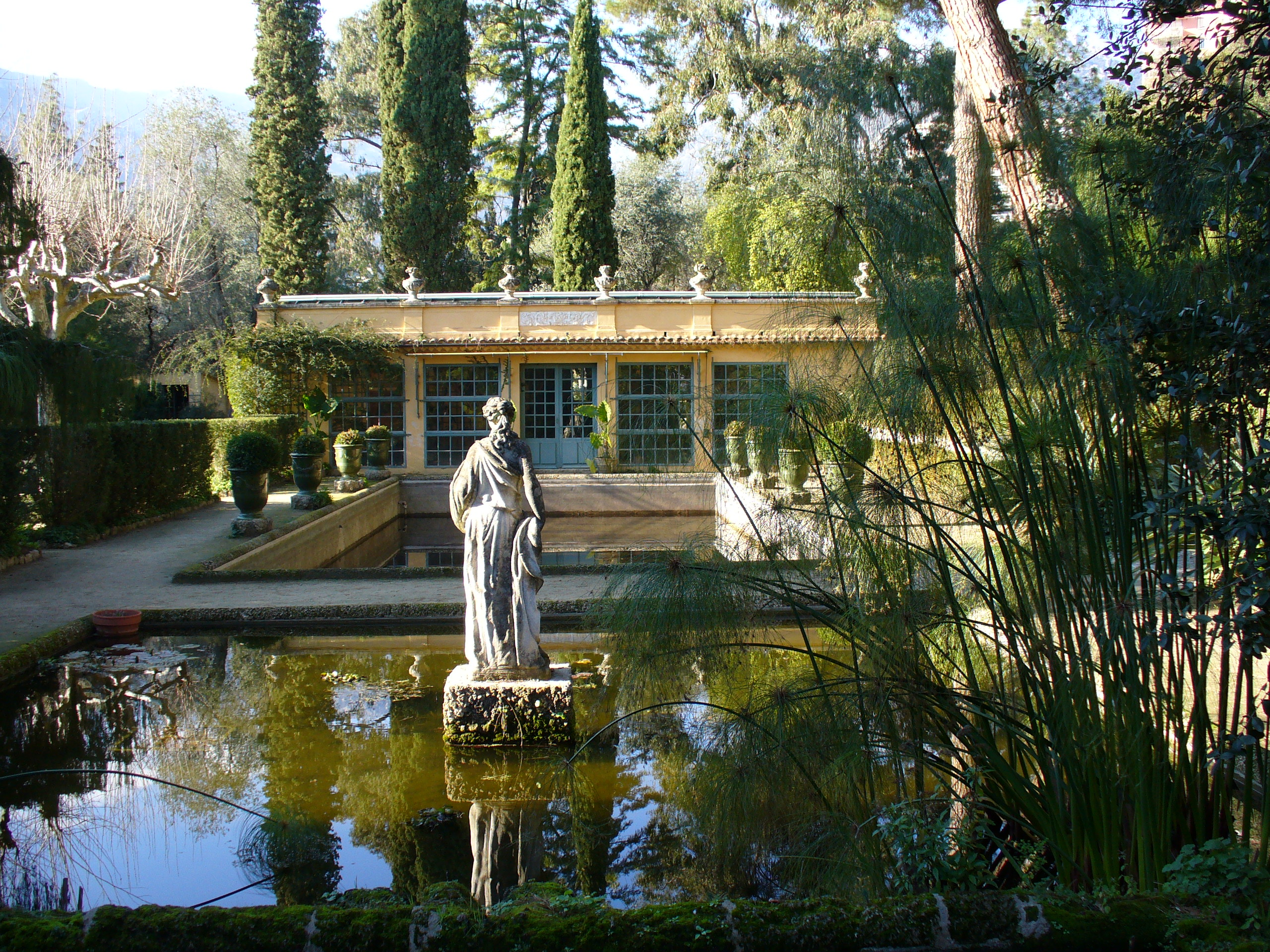
Wasserbecken im Garten von Serre de la Madone

Lawrence Johnston wurde 1871 in Paris als ältester Sohn des Bankiers Elliott Johnston (1826–1901) aus Baltimore und seiner Frau Gertrude Cleveland Waterbury (1845–1926), einer reichen Erbin aus New York geboren. Er hatte zwei jüngere Geschwister, doch seine Schwester Elisabeth starb als Kind an Keuchhusten. Johnston wuchs in Frankreich auf, wo er durch Hauslehrer unterrichtet wurde. 1887 heiratete seine inzwischen geschiedene Mutter in London den New Yorker Bankier Charles Francis Winthrop (1827–1898). 1893 ließ sich Johnston mit seiner Mutter in Little Shelford südlich von Cambridge nieder, wo ihn ein gewisser J. Dunn auf das Universitätsstudium vorbereiten sollte. Im Sommersemester 1894 wurde er im Trinity College in Cambridge immatrikuliert und schloss dort 1897 mit einem BA ab. Während seiner Studienzeit trat er zum katholischen Glauben über, dem er zeit seines Lebens anhing. Nach dem Studium versuchte er auf Rat eines Studienfreundes auf dem Gut Grange in New Etal bei Cornhill-on-Tweed östlich von Coldstream bei dem Gutsherren Georg Laing die Landwirtschaft zu erlernen, um nach einiger Zeit wieder nach Shelford zurückzukehren. 1900 nahm er die britische Staatsbürgerschaft an, um im Burenkrieg kämpfen zu können.
1926 war er, zusammen mit Lionel de Rothschild, einer der Mäzene für eine Expedition des Pflanzensammlers Frank Kingdon Ward nach Nord-Burma in das Tal des Seingku. Er machte sich bei dem Team rasch und gründlich unbeliebt.
Während seine Mutter sehr reich war, hatte Johnston kein eigenes Einkommen und ging, mit Ausnahme seiner Zeit beim Militär, nie einer bezahlten Arbeit nach. Seine Mutter finanzierte seine exzentrischen Einfälle – unter anderem ließ er sich in Hidcote eine eigene Privatkapelle erbauen – jedoch nie so reichlich, wie er es sich wünschte.

## Werk
Johnston entwarf den berühmten Hidcote Manor Garden und den Garten Serre de la Madone in Menton. Bei der Gestaltung der Gärten wurde er von Norah Lindsay beraten.
Seit dem 28. Februar 1986 wird der Hidcote Manor Garden in England als Grade I Listed Building geführt. Diese Auszeichnung wird nur an Bauwerke von außerordentlicher Bedeutung verliehen (die offizielle Beschreibung in Englisch lautet: Grade I buildings are of exceptional interest, sometimes considered to be internationally important).